# Miloš Degenek
Miloš Degenek (Knin, 28 de abril de 1994), é um futebolista sérvio da Croácia naturalizado australiano que atua como zagueiro. Atualmente, joga pelo Estrela Vermelha.

## Carreira

### VfB Stuttgart
Milos Degenek se profissionalizou no VfB Stuttgart em 2013.

## Seleção
Integrou a Seleção Australiana de Futebol na Copa das Confederações de 2017.
Foi convocado para a Copa do Mundo FIFA de 2018.